# Constitution ivoirienne de 1959
La Constitution ivoirienne de 1959est un texte dérivé de la Constitution française du 4 octobre 1958, adoptée le 26 mars 1959 par l'Assemblée territoriale ivoirienne et promulgué par le Président du Conseil de gouvernement Auguste Denise. Elle confirme que l'État de Côte d'Ivoire est non seulement une République mais également que cet État autonome est membre de la Communauté franco-africaine.
Cette constitution est restée en vigueur jusqu'à l'avènement de l'indépendance le 7 août 1960. Elle a été ensuite remplacée par la constitution de la Première République.

## Le régime politique établi par la Constitution
Très fortement influencé par la Constitution française du 4 octobre 1958, le régime politique de la constitution ivoirienne du 26 mars 1959 se rapproche du système parlementaire. Elle établit l'appartenance de l'État de Côte d'Ivoire à la Communauté franco-africaine. Celui-ci, et de ce fait, n'a compétence que dans les domaines qui ne sont pas expressément attribués à la Communauté. Le pays est un État autonome membre de la Communauté dont le chef de l'État est le Président de la République française. Seul est désigné, un Premier ministre, chef de l'exécutif et exerçant sur le territoire les prérogatives de Chef de l'État.

## Les institutions de la constitution

### L'Assemblée législative
La Constitution prévoit un Parlement dont les membres, les députés, sont élus au suffrage universel direct. Ce Parlement constitué par une Assemblée unique dite Assemblée Législative, vote la loi, consent l'impôt, investit le Premier ministre et contrôle l'action du Gouvernement.
Dans les faits, les élections législatives se tiennent le 12 avril 1959 pour la désignation de 100 députés. Les forces politiques du pays décident de s'unir dans le Parti démocratique de Côte d'Ivoire et de présenter au suffrage des électeurs une seule liste : la « liste de l'union pour le développement de la Côte d'Ivoire ». Celle-ci enlève tous les sièges.